# NGC 295
NGC 295 في الفهرس العام الجديد، هي مجرة، تقع في كوكبة الحوت.

## روابط خارجية
- NGC 295 على موقع ويكي سكاي: DSS2, SDSS, GALEX, IRAS, Hydrogen α, X-Ray, Astrophoto, Sky Map, Articles and images